# Dossier 51
Dossier 51 è un film del 1978 diretto da Michel Deville.
È stato presentato nella sezione Un Certain Regard al 31º Festival di Cannes.

## Trama
Dominique Auphal è un diplomatico francese che diventa l’obiettivo di un’operazione di sorveglianza condotta da un’agenzia di intelligence. I servizi segreti, sospettando un suo coinvolgimento in un’organizzazione di interesse strategico, iniziano a monitorarlo in modo meticoloso, raccogliendo informazioni sulla sua vita professionale e privata. Nel dossier che lo riguarda, il suo nome viene sostituito con il codice 51, così come quelli delle persone a lui vicine, un metodo che evidenzia la spersonalizzazione dell’indagine.
Gli agenti procedono attraverso intercettazioni, pedinamenti e testimonianze ottenute con false identità. Man mano che l’inchiesta si sviluppa, emergono dettagli del suo passato: nato da una relazione illegittima, scopre solo in seguito che il patrigno ha denunciato il suo vero padre alla Gestapo, causandone la morte nel campo di concentramento di Mauthausen. Il suo percorso di vita, segnato da un’educazione cattolica rigorosa e da ambienti prevalentemente maschili, viene analizzato con attenzione per individuare elementi che possano rivelare aspetti nascosti della sua personalità. L’agenzia cerca di avvicinarlo attraverso un infiltrato, incaricato di guadagnarsi la sua fiducia e condurlo gradualmente a uno stato di fragilità emotiva. Il piano prevede l’uso di informazioni riservate e di strategie psicologiche per metterlo sotto pressione. Nel corso dell’operazione, la sua vita quotidiana diventa sempre più controllata, mentre la rete di sorveglianza si stringe attorno a lui, lasciando intravedere le possibili conseguenze di un tale accanimento investigativo.

## Riconoscimenti
- Premi César 1979
  - Miglior sceneggiatura
  - Miglior montaggio